# Sarracín
Sarracín község Spanyolországban, Burgos tartományban. Sarracín Cogollos, Arcos de la Llana, Villariezo, Saldaña de Burgos, Modúbar de la Emparedada és Revillarruz községekkel határos. Lakosainak száma 261 fő (2024).

## Népesség
A település népessége az utóbbi években az alábbiak szerint változott:
| Lakosok száma | 232  | 285  | 284  | 298  | 287  | 260  | 234  | 252  | 257  | 261  |
|               | 2001 | 2004 | 2006 | 2009 | 2011 | 2014 | 2016 | 2019 | 2021 | 2024 |